# Termitoonops
Genre
Termitoonops est un genre d'araignées aranéomorphes de la famille des Oonopidae.

## Distribution
Les espèces de ce genre sont endémiques du Congo-Kinshasa.

## Description
Ces araignées sont anophthalmes. Elles se rencontrent dans les termitières.

## Liste des espèces
Selon World Spider Catalog (version 15.0, 2014) :
- Termitoonops apicarquieri Benoit, 1975
- Termitoonops bouilloni Benoit, 1964
- Termitoonops faini Benoit, 1964
- Termitoonops furculitermitis Benoit, 1975
- Termitoonops spinosissimus Benoit, 1964

## Publication originale
- Benoit, 1964 : La découverte d'Oonopidae anophthalmes dans des termitières africaines (Araneae). Revue de zoologie africaine, vol. 70, p. 174-187.